# 下马斯费尔德
下马斯费尔德（德語：Untermaßfeld）是德国图林根州的一个市镇。总面积10.79平方公里，总人口1293人，其中男性729人，女性564人（2011年12月31日），人口密度120人/平方公里。